# Abbaye de Cheminon
L’abbaye de Cheminon est une ancienne abbaye cistercienne située sur l'actuelle commune éponyme, dans la Marne. Elle fut fondée au XIIe siècle par les moines de l’abbaye de Trois-Fontaines et détruite à la Révolution.

## Histoire

### L'abbaye de chanoines
L'abbaye de Cheminon est fondée entre 1100 et 1102 par Hugues Ier, comte de Champagne, à la demande son défunt frère Philippe, évêque de Châlons, mort le 5 avril 1100. La fondation, située dans la forêt de Luiz, confiée aux chanoines d'Arrouaise, est approuvée par le pape Pascal II en 1102. La construction avance vite et l'église abbatiale est consacrée en 1110. La construction de l'actuel village de Cheminon est décidée la même année par Hugues.

### L'intégration dans l'ordre cistercien
En 1136, les chanoines demandent à être intégrées à l'Ordre cistercien. L'abbaye voisine de Trois-Fontaines s'était établie en 1118 à proximité immédiate de Cheminon, sur requête conjointe de l'évêque de Châlons Guillaume de Champeaux et de l'abbé de Clairvaux saint Bernard. Ce rattachement est approuvé par Innocent II en 1138 et dès lors, l'abbaye de Cheminon est rattachée à celle de Trois-Fontaines. Peu après, au chapitre général de 1152, il est établi qu'aucune abbaye cistercienne ne fondera d'abbaye-fille à moins de quinze lieues du monastère originel, pour éviter les conflits de voisinage ; ce chapitre entérine une pratique déjà assez commune, mais ne prévoit pas le cas du rattachement d'une abbaye d'un autre ordre religieux à l'ordre cistercien, ce qui est le cas ici.

### La prospérité
Il s'ensuit une affluence considérable dans la nouvelle fondation, à tel point que Célestin IV limite par un rescrit de 1194 le nombre de moines à soixante et le nombre de convers à cent quarante. Tous les moines « excédentaires » devraient par conséquent aller fonder des abbayes-filles. Pourtant, d'après Leopold Janauschek, l'abbaye de Cheminon ne fonde aucune abbaye-fille. Il faut peut-être admettre que les moines en surplus sont envoyés à Trois-Fontaines, d'où ils essaimaient vers les huit autres fondations.
L'abbaye bénéficie des largesses des évêques de Châlons, Gérard de Douai fait don de livres, elle s'enrichit également en terres cultivables et en forêts. Mais cet accroissement de richesses provoque rapidement des conflits entre l'abbaye-fille de Cheminon et celle de Trois-Fontaines, notamment en ce qui concerne la délimitation des pâturages. Dès 1180, l'abbé de Cîteaux doit intervenir dans le conflit et juge que les pâtures doivent être communes aux deux maisons. Par la suite, pour prévenir d'autres conflits, il est établi qu'aucune des deux communautés ne doit bâtir d'établissement neuf à plus d'une demi-lieue (environ deux kilomètres) du monastère. Par la suite, ce sont les villageois de Cheminon qui demandent de récupérer un par un les privilèges que l'abbaye possède sur leur finage. Leurs revendications sont si virulentes que sous Louis XII le Conseil du roi y met un frein.

### La commende
L'abbaye passe sous le régime de la commende au XVIe siècle. La piété y diminue, ainsi que les vocations. En 1628, un incendie est provoqué par la foudre et ravage l'abbaye. Les moines mettent onze ans à la reconstruire, suivant un plan nouveau. Le 17 avril 1639, l'abbatiale est à nouveau consacrée par l'évêque Henri Clausse. Les moines, soucieux de retrouver un idéal plus proche de la règle initiale, adoptent la réforme trappiste peu après.

### La fin de l'abbaye à la Révolution
Cela n'arrête pas le déclin. Au début du XVIIIe siècle, l'abbaye ne compte plus que dix moines, nombre qui descend à sept quand les révolutionnaires viennent fermer l'abbaye. Le 16 mai 1792, celle-ci est vendue comme bien national et entièrement détruite.

## Filiation et dépendances
Cheminon est fille de l'abbaye de Trois-Fontaines.